# Montagu Love
Montagu Love (15 de marzo de 1877 - 17 de mayo de 1943), también conocido como Montague Love, fue un actor teatral y cinematográfico de nacionalidad británica.

## Biografía
Su nombre completo era Harry Montague Love, y nació en Portsmouth, Inglaterra. Educado en el Reino Unido, Love inició su carrera como artista y corresponsal militar, siendo su primera ocupación de importancia la de dibujante de un periódico londinense. Love perfeccionó su talento teatral en Londres, y en 1913 viajó a los Estados Unidos con una producción itinerante de la obra de Cyril Maude Grumpy.
Usualmente Love fue elegido para interpretar a personajes malvados y crueles. En los años 1920 actuó junto a Rodolfo Valentino en Son of the Sheik, con John Barrymore en Don Juan, y con Lillian Gish en el film de 1928 The Wind. También encarnó al Coronel Ibbetson en Forever (1921). Con sus interpretaciones en el cine mudo, Love llegó a ser uno de los malvados de más éxito del cine de la época.
Uno de los primeros filmes sonoros de Love fue la cinta parcialmente hablada The Mysterious Island, en la que actuaba Lionel Barrymore. En 1937 fue Enrique VIII de Inglaterra en  El príncipe y el mendigo, protagonizada por Errol Flynn. Love encarnó al Obispo de los Canónigos Negros en The Adventures of Robin Hood, también protagonizado por Flynn. Además de estos papeles, Love también encarnó personajes autoritarios y bruscos, tales como Jacques Marie Eugène Godefroy Cavaignac en The Life of Emile Zola (1937), o Don Alejandro de la Vega en El signo del Zorro, cinta de Tyrone Power.
Otras de sus películas más destacadas fueron Gunga Din (1939) y Shining Victory (1941), esta última junto a James Stephenson, Geraldine Fitzgerald y Donald Crisp. Su último film, Devotion, fue estrenado tres años después de su muerte, que ocurrió en 1943 en Beverly Hills, California, a los 66 años de edad. 
Sus restos fueron depositados en el Crematorio Chapel of the Pines, en Los Ángeles, California.

## Selección de su filmografía

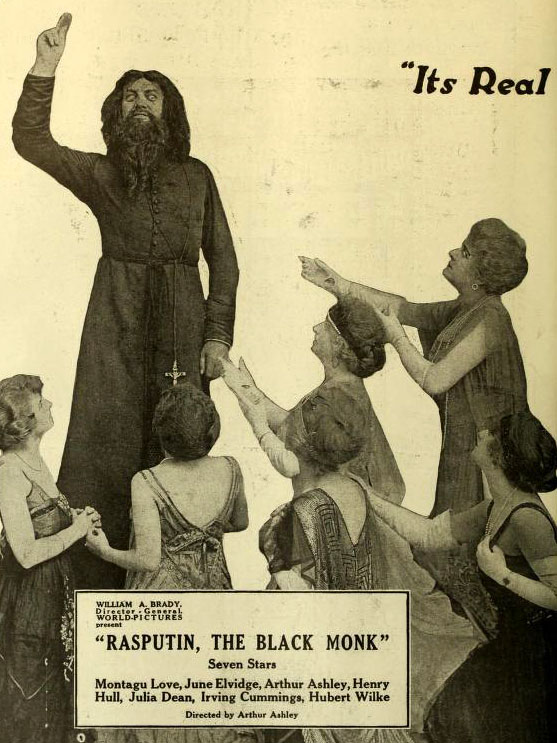
Rasputin, the Black Monk (1917)

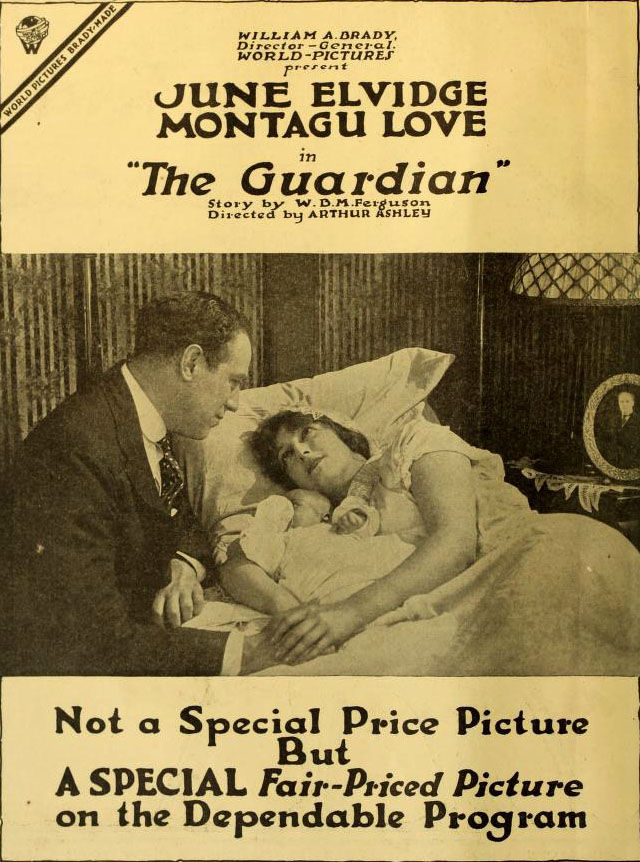
The Guardian (1917)

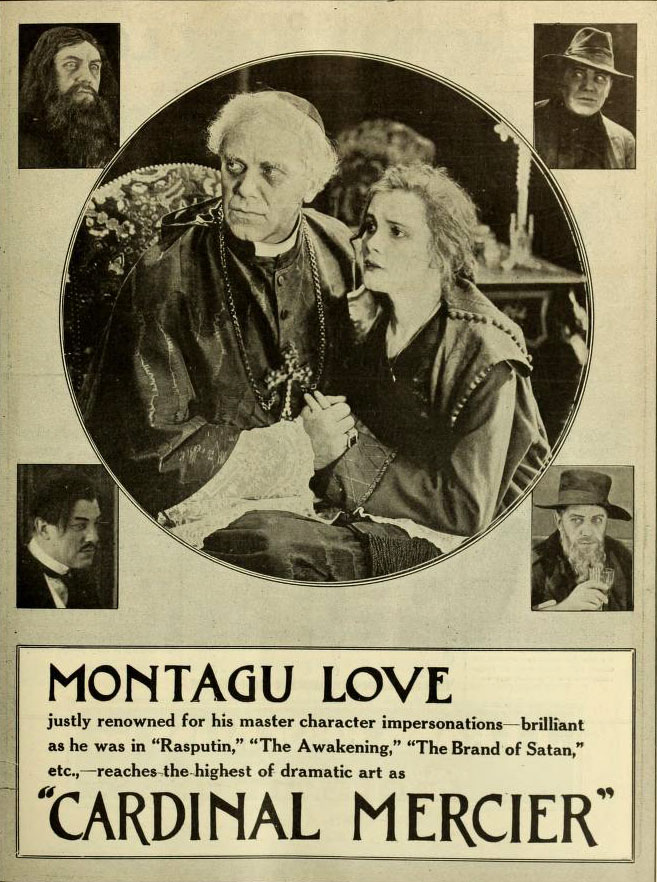
Cardinal Mercier (1917)

- 1914 : The Suicide Club, de Maurice Elvey
- 1921 : Forever, de George Fitzmaurice
- 1923 : La Ciudad Eterna, de George Fitzmaurice
- 1924 : Sinners in Heaven, de Alan Crosland
- 1926 : Don Juan, de Alan Crosland
- 1926 : The Son of the Sheik, de George Fitzmaurice
- 1927 : El rey de reyes, de Cecil B. DeMille
- 1928 : The Wind, de Victor Sjöström
- 1929 : Trafalgar, de Frank Lloyd
- 1929 : El capitán Drummond, de F. Richard Jones
- 1929 : The Mysterious Island, de Lucien Hubbard
- 1929 : Her Private Life, de Alexander Korda
- 1930 : Double Cross Roads, de George E. Middleton y Alfred L. Werker
- 1930 : A Notorious Affair, de Lloyd Bacon
- 1930 : Kismet, de John Francis Dillon
- 1932 : The Midnight Lady, de Richard Thorpe
- 1935 : Las cruzadas, de Cecil B. DeMille
- 1936 : The Country Doctor, de Henry King
- 1936 : Lloyd's of London, de Henry King
- 1936 : Champagne Charlie, de James Tinling
- 1937 :  El príncipe y el mendigo, de William Keighley
- 1937 : Parnell, de John M. Stahl
- 1937 : The Life of Emile Zola, de William Dieterle
- 1937 : A Damsel in Distress, de George Stevens
- 1937 : The Prisonner of Zenda, de John Cromwell
- 1937 : Tovarich, de Anatole Litvak
- 1938 : The Buccaneer, de Cecil B. DeMille
- 1938 : The Adventures of Robin Hood, de Michael Curtiz y William Keighley
- 1938 : Kidnapped, de Otto Preminger y Alfred L. Werker

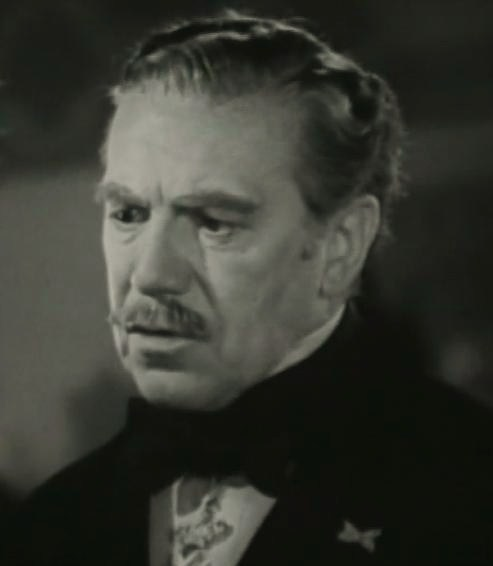
En The Son of Monte Cristo

- 1939 : Gunga Din, de George Stevens
- 1939 : Juárez, de William Dieterle
- 1939 : Sons of Liberty, de Michael Curtiz
- 1939 : We Are Not Alone, de Edmund Goulding
- 1939 : The Man in the Iron Mask, de James Whale
- 1940 : Northwest Passage, de King Vidor
- 1940 : The Sea Hawk, de Michael Curtiz
- 1940 : A Dispatch from Reuter's, de William Dieterle
- 1940 : All This, and Heaven Too, de Anatole Litvak
- 1940 : El signo del Zorro, de Rouben Mamoulian
- 1940 : The Son of Monte Cristo'', de Rowland V. Lee
- 1941 : Hudson's Bay, de Irving Pichel
- 1941 : Shining Victory, de Irving Rapper
- 1941 : The Devil and Miss Jones, de Sam Wood
- 1942 : Tennessee Johnson, de William Dieterle
- 1943 : Forever and a Day, de Edmund Goulding, Cedric Hardwicke y otros
- 1943 : The Constant Nymph, de Edmund Goulding
- 1946 : Devotion, de Curtis Bernhardt

## Teatro (Broadway)
- 1913 : The Second in Command, de Robert Marshall
- 1913 : The Ghost of Jerry Bundler, de Charles Rock y W. W. Jacobs
- 1913 : Beauty and the Barge, de Louis N. Parker y W. W. Jacobs
- 1913-1914 : Grumpy, de Horace Hodges y T. Wigney Percyval
- 1914 : A Woman killed with Kindness, de Thomas Hayward, con Frank Morgan
- 1915 : The Adventure of Lady Ursula, de Anthony Hope
- 1915 : You never can tell, Cándida y Arms and the Man, de George Bernard Shaw
- 1915 : Search Me, de Augustin MacHugh
- 1915 : Husband and Wife, de Charles Kenyon
- 1915-1916 : The Ware Case, de George Pleydell, con John Halliday
- 1916 : The Great Pursuit, de C. Haddon Chambers
- 1921 : The Survival of the Fittest, de George Atkinson
- 1930 : A Kiss of Importance, de André Picard y H.M. Harwood, escenografía de Lionel Atwill, con Basil Rathbone y Ivan F. Simpson
- 1932 : Firebird, adaptación de Jeffrey Dell a partir de Lajos Zilahy, con Judith Anderson, Ian Keith y Henry Stephenson
- 1933 : Hangman's Whip, de Norman Reilly Raine y Frank Butler, con Helen Flint, Ian Keith y Barton MacLane
- 1933 : Birthright, de Richard Maibaum, escenografía de Robert Rossen, con Don Beddoe y Edgar Stehli
- 1934 : The Wooden Slipper, de Samson Raphaelson, con Lionel Stander
- 1934 : Richard of Bordeaux, de Josephine Tey